# Батурине (Курська область)
Батурине (рос. Батурино) — присілок в Золотухинському районі Курської області Російської Федерації.
Населення становить 11 осіб. Входить до складу муніципального утворення Будановська сільрада.

## Історія
Населений пункт розташований на території українського етнічного та культурного краю Східна Слобожанщина.
Від 2004 року входить до складу муніципального утворення Будановська сільрада.

## Населення
| 2002 | 2010 |
| ---- | ---- |
| 34   | ↘11  |